# ثلم حلزوني ظاهر
الثلم الحلزوني الظاهر (بالإنجليزية: Sulcus spiralis externus)‏. في العرف القاعدي (بالإنجليزية: Basilar crest)‏ يرفق الحافة الخارجية للغشاء القاعدي (بالإنجليزية: Basilar membrane)‏ بشكل فوري في أعلى أو فوق العرف المتجوف.